# Desa Karangjaya (administrativ by i Indonesien, lat -7,44, long 108,39)
Desa Karangjaya är en administrativ by i Indonesien.   Den ligger i provinsen Jawa Barat, i den västra delen av landet, 220 km sydost om huvudstaden Jakarta.